# 33747 Clingan
33747 Clingan è un asteroide della fascia principale. Scoperto nel 1999, presenta un'orbita caratterizzata da un semiasse maggiore pari a 3,0698725 au e da un'eccentricità di 0,1680339, inclinata di 10,95870° rispetto all'eclittica.

L'asteroide è dedicato all'astronomo amatoriale statunitense Roy Clingan.